# Menzlin
Menzlin är en ort och kommundel i den tyska kommunen Ziethen nära Anklam i Landkreis Vorpommern-Greifswald i förbundslandet Mecklenburg-Vorpommern. Menzlin är bland annat känt för bosättningen Altes Lager, med lämningar från vikingatid.